# AC Ace
De AC Ace is een auto van het Britse merk AC. AC wilde onder leiding van Thames Ditton een nieuwe 2-liter auto. Hij liet deze ontwerpen door Joh Tojeiro en hij ontwierp een cabriolet. John Tojeiro haalde zijn inspiratie van de Ferrari Barchetta. De nieuwe Ace gaf AC na de Tweede Wereldoorlog weer een goede reputatie. De eerst gebouwde versie had een topsnelheid van 163 km/h en haalde een sprint van 0–100 km/h in 13 s In 1956 kwam AC met een nieuwe motor voor de Ace, genaamd de Bristol, deze had een topsnelheid van 186 km/h, 120 pk en een sprint van 0–100 km/h in 9 s De auto had door deze motor ook een veel beter weggedrag.
Van 1961 tot 1963 werden er enkele Aces gemaakt met een 2,6 liter zes-cilinder-in-lijn Ford motor. Deze auto's met deze "Ken Rudd-motor" had 170 pk.